# Melitofil
Melitofil – (melittofil) organizm (gatunek), który co najmniej część swojego cyklu życiowego musi przechodzić w koloniach pszczół lub w roju pszczelim.
Do melitofili należą symbionty, komensale, parazytoidy i pasożyty pszczół społecznych. Najliczniej reprezentowane są wśród nich roztocze, chrząszcze i muchówki, wśród których to grup znaleźć można gatunki zaadaptowane morfologicznie do życia w gniazdach pszczół. Różnorodność gatunkowa melitofili jest jednak znacznie mniejsza niż związanych z mrówkami myrmekofili czy związanych z termitami termitofili, co wynika z m.in. z konstrukcji pszczelich gniazd, które są zwarte, szczelne, zwykle nadrzewne, często o obniżonej wilgotności i podwyższonej temperaturze, dobrze strzeżone i nierzadko wyściełane substancjami lepkimi czy odstraszającymi. Kolejnym czynnikiem jest, ze względu na żerowanie na pyłku i nektarze, niewielka w porównaniu do mrówek i termitów obecność w pszczelich gniazdach odpadków, które stanowiłyby pokarm detrytusożerców.
Rzadka jest wśród melitofili właściwa symfilia. Jej przykładem mogą być larwy Echthrodape z raniszkowatych, będące zewnętrznymi parazytoidami poczwarek pszczół z rodzaju Braunsapis. Gospodarze gniazda sami umieszczają larwy tych owadów razem ze swoim potomstwem oraz sprzątają ich odchody, co świadczy o istnieniu komunikacji między tymi organizmami.